# مارك باترسون (لاعب كريكت)
مارك باترسون (2 فبراير 1974 في المملكة المتحدة - ) (بالإنجليزية: Mark Patterson)‏ هو لاعب كريكت بريطاني. شارك في دورة ألعاب الكومنولث 1998. وشارك مع منتخب أيرلندا للكريكت. أما مع النوادي، فقد لعب مع نادي مقاطعة سري للكريكت ‏ ونادي مقاطعة بيدفوردشير للكريكت ‏.

## وصلات خارجية
- مارك باترسون على موقع إي آس بي آن كريك إنفو (الإنجليزية)